# Parfait (grammaire)
Dans la grammaire de certaines langues, le terme parfait, du latin perfectum « accompli », dénomme seul une forme verbale temporelle de passé ou entre dans des syntagmes et des mots composés qui dénomment d'autres formes de passé. Le terme suggère l'expression de l'aspect perfectif du procès, à côté de celle du temps passé,.

## En proto-indo-européen
Le parfait du proto-indo-européen était une forme verbale synthétique qui se caractérisait par des phénomènes spécifiques de flexion : changements vocaliques dans le radical (flexion interne), redoublement, désinences personnelles spécifiques et, dans ses formes plus tardives, des suffixes spécifiques. On suppose que ce parfait ancien provenait de mots non verbaux signifiant des états, qui ont été intégrés graduellement dans le système verbal, le développement du parfait allant du statif au dynamique. À côté du parfait, il y a avait deux autres formes de passé, également synthétiques. L'aoriste exprimait des procès passés d'aspect perfectif et non duratif, et l'imparfait des procès passés d'aspect imperfectif et duratif. Au cours du temps, du point de vue de sa fonction, le parfait s'est rapproché des valeurs des autres formes de passé et, dans les langues héritières du proto-indo-européen, soit il les a éliminés, soit il s'est confondu au moins avec une d'elles (par exemple en latin), soit il est sorti de l'usage, par exemple en proto-slave.

## Dans des langues indo-européennes anciennes
En grec ancien, le parfait exprime un procès passé avec des effets dans le présent, ex. κέκτημαι kéktēmai « j'ai obtenu (et j'ai) », ἀναβέβηκα anabébēka « je suis venu (et je suis ici) ». Il s'oppose à l'aoriste, qui n'a pas de rapport avec le présent, et à l'imparfait, par son caractère perfectif.
En latin, le parfait exprime un procès passé d'aspect perfectif qui peut être de deux sortes : ayant un rapport avec le présent (la valeur de perfectum presens) ou sans rapport avec celui-ci (perfectum historicum), ayant donc repris la valeur de l'aoriste. On trouve un exemple pour sa première valeur dans la phrase at tibi nōs dedimus dābimusque etiam « mais nous t'en avons donné et t'en donnerons à nouveau » (sous-entendu « maintenant tu en as ») (Plaute), et des exemples pour la seconde valeur sont vēnī, vīdī, vīcī « je suis venu, j'ai vu, j'ai vaincu » (Suétone). Pour la valeur de perfectum presens, déjà en latin il a commencé de se développer une forme analytique avec le verbe auxiliaire habeo « avoir » à l'indicatif présent et le participe passé passif du verbe à sens lexical, ex. multa bona porta habemus signifiant exactement « nous avons beaucoup de bonnes choses apportées » (Plaute). Comme le parfait proto-indo-européen, cette forme analytique a évolué de l'expression d'états, donnée par le sens possessif de l'auxiliaire, vers l'expression d'actions, le sens de l'auxiliaire devenant abstrait. Le sens d'un syntagme comme ce dernier exemple est ainsi devenu « nous avons apporté beaucoup de bonnes choses ».
En proto-slave, le parfait était déjà une forme analytique avec le verbe auxiliaire byti « être » à l'indicatif présent et une forme de participe, exprimant un rapport avec le présent, opposée à l'aoriste et à l'imparfait, ex. далъ ѥси dalŭ jesi « tu as donné ». En même temps avec le développement de l'expression systématique des aspects imperfectif et perfectif par des moyens morphologiques (affixes et absence d'affixe), la plupart des langues slaves ont perdu l'aoriste et l'imparfait, leurs valeurs étant reprises par le parfait. En général, le parfait des verbes perfectifs exprime les deux valeurs du passé composé et celle du passé simple des langues romanes, et celui des verbes imperfectifs – les valeurs de l'imparfait, ce qui, en fait, rend injustifiée l'appellation de parfait dans leur cas.

## Dans des langues indo-européennes modernes

### Dans des langues germaniques
En allemand, le terme Perfekt dénomme une forme analogue au passé composé des langues romanes, étant constitué d'une forme de participe, avec l'auxiliaire haben « avoir » à l'indicatif présent, dans le cas de certains verbes (ex. er hat das getan « il a fait cela ») et avec sein « être » au présent, dans le cas d'autres verbes, ex. er ist gekommen « il est venu ». Il a une valeur non narrative (« actuelle »), étant opposé à la forme appelé Präteritum « prétérit », utilisée par excellence dans la narration au passé.
Dans la grammaire de l'anglais, le terme perfect n'est utilisé que dans des syntagmes. Il existe un present perfect (littéralement « parfait présent ») analytique, analogue au parfait de l'allemand et à celui des langues slaves, ainsi qu'au passé composé des langues romanes, mais formé uniquement avec le présent du verbe auxiliaire have « avoir » et exprimant seulement des procès d'aspect perfectif ayant un rapport avec le présent, ex. I have lived here all my life « J'ai vécu ici toute ma vie » (sous-entendu « ... et je vis toujours ici »). Il s'oppose par cette dernière caractéristique au past simple (ou simple past) « passé simple », quand celui-ci est utilisé avec la valeur du passé simple des langues romanes. Par son caractère perfectif, il s'oppose également à la valeur imperfective du past simple, qui correspond avec cette valeur à l'imparfait des langues romanes. Par ailleurs, en anglais américain, il y a une tendance à employer le past simple à la place du present perfect.
En anglais, le terme perfect est aussi utilisé dans les appellations :
- present perfect continuous litt. « parfait présent continu », pour un procès passé en contact avec le présent, qui s'est déroulé pendant un certain temps et, éventuellement, continue dans le présent, ex. We have been playing cards all evening « Nous avons joué aux cartes toute la soirée »[11] ;
- past perfect litt. « passé parfait », appelé traditionnellement pluperfect « plus-que-parfait », exprimant un procès passé accompli avant un moment ou un autre procès passé : We ran onto the platform, but the train had just gone « Nous avons couru sur le quai mais le train venait de partir »[12] ;
- past perfect continuous litt. « parfait passé continu » : The driver who died in the accident had been drinking « Le conducteur qui est mort dans l'accident avait bu » (pendant un certain temps)[12].

### Dans des langues romanes
Dans les grammaires des langues romanes aussi, le terme parfait apparaît seulement dans des syntagmes et des mots composés.
Les langues romanes ont hérité du latin le parfait sans rapport avec le présent sous la forme du passé simple, tandis que la forme analytique est devenue dans ces langues le passé composé. À la voix active, dans certaines, comme l'espagnol et le roumain, on utilise seulement l'auxiliaire avoir, dans d'autres, comme le français ou l'italien, l'auxiliaire être aussi, pour certains verbes. Initialement, le passé composé était opposé au passé simple par sa valeur de perfectum presens mais, dans certaines langues, comme le français ou le roumain, il a repris la valeur d'exprimer l'absence de rapport avec le présent du passé simple, provoquant la sortie de celui-ci de l'usage courant. Par contre, l'espagnol, par exemple, a conservé l'emploi courant du passé simple avec sa valeur spécifique, en opposition avec la valeur spécifique du passé composé. Cependant, les deux formes ont une distribution différente en fonction des variétés régionales, y compris celles standard, d'Espagne et d'Amérique Latine. Dans celle-ci, le passé simple est plus fréquent, utilisé parfois à la place du passé composé.
En français, on utilise le terme « parfait » seulement dans l'appellation plus-que-parfait. Pour le reste, à sa place, on emploie le terme « passé » : passé simple, passé composé, conditionnel passé, subjonctif passé, etc..
En italien, on utilise le terme passato « passé » dans toutes les appellations correspondantes à celles du français : passato prossimo « passé composé » (litt. « passé proche »), passato remoto « passé simple » (litt. « passé lointain »), trapassato prossimo « plus-que-parfait », etc..
En espagnol, le terme perfecto entre dans la composition des formes qui expriment l'aspect perfectif : pretérito perfecto simple, pretérito perfecto compuesto, pretérito plusquamperfecto, condicional perfecto, pretérito perfecto (del subjuntivo). On l'utilise aussi dans l'appellation du futur antérieur (futuro perfecto).
En grammaire roumaine, à tous les modes, toutes les appellations des formes de passé contiennent le terme perfect, nié dans le terme imperfect : perfect simplu, perfect compus, condițional perfect, conjunctiv perfect « subjonctif passé », infinitiv perfect, etc..

### Dans des langues slaves
Parmi les langues slaves modernes, le bulgare et le macédonien ont conservé l'aoriste et l'imparfait, ainsi que l'opposition du parfait avec ceux-ci, conservant aussi le plus-que-parfait du proto-slave.
Les langues BCMS ont conservé un emploi peu fréquent de l'aoriste, de l'imparfait et du plus-que-parfait, réduits au même statut que celui du passé simple en français, leurs valeurs étant reprises par le parfait qui, par conséquent, ne s'oppose plus aux autres formes de passé.
Le bulgare, le macédonien, BCMS, le tchèque, le slovaque, le slovène ont conservé l'auxiliaire du parfait, mais d'autres langues slaves, comme le russe, l'ont perdu.